# Neutrino muonico
Il neutrino muonico (νμ) o neutrino mu è il neutrino che insieme al muone forma la seconda generazione di leptoni, da cui il suo nome "muonico". La sua esistenza venne ipotizzata all'inizio degli anni '40 da vari scienziati, ma fu scoperto solo nel 1962 da Leon Max Lederman, Melvin Schwartz e Jack Steinberger. La loro scoperta venne premiata con il premio Nobel per la fisica nel 1988.
Il neutrino muonico viene prodotto nel decadimento del muone:
μ−   →   e− + anti-νe + νμ

## Scoperta
Nel 1962 Leon Max Lederman, Melvin Schwartz e Jack Steinberger stabilirono l'esistenza di più tipi di neutrini, rivelando per la prima volta l'interazione del neutrino muonico. L'esistenza di più di un tipo di neutrini era stata postulata come necessaria da più di un ricercatore fin dal 1948 e alcuni, tra cui il fisico Bruno Pontecorvo, indicavano quello muonico con il nome (italiano) di neutretto. L'esperimento fu eseguito nel Laboratorio Nazionale di Brookhaven e venne premiato con il premio Nobel nel 1988.

## L'esperimento OPERA
L'esperimento OPERA è un esperimento di fisica delle alte energie progettato per studiare le oscillazioni dei neutrini muonici in neutrini tauonici. È una collaborazione tra il CERN di Ginevra e i Laboratori Nazionali del Gran Sasso.
Nel 2010 i ricercatori di OPERA hanno osservato il primo evento candidato ad essere un'oscillazione da neutrino muonico a tauonico. Nel 2015 i ricercatori hanno osservato il quinto evento di neutrino tau, raggiungendo una precisione statistica sufficiente per dichiarare la scoperta delle oscillazioni dei neutrini muonici in neutrini tauonici.
Nel settembre 2011 i ricercatori dell'esperimento OPERA affermarono di aver trovato un'anomalia nella misura della velocità dei neutrini che sembrava essere maggiore di quella della luce, ma successivi controlli, pubblicati nel marzo 2012, hanno portato i ricercatori ad affermare che tale anomalia è giustificata dalla presenza di due errori sistematici nell'apparato sperimentale.